# Automolis erubescens
Automolis erubescens là một loài bướm đêm thuộc phân họ Arctiinae, họ Erebidae.